# 利默恩湖
46°50′8″N 9°0′51″E / 46.83556°N 9.01417°E

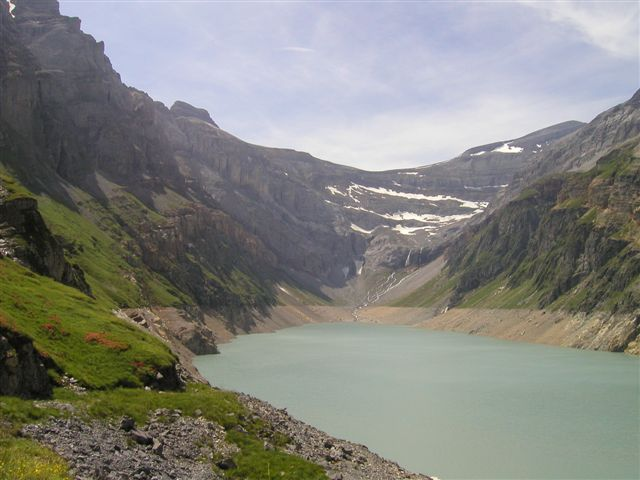

利默恩湖是瑞士的水庫，位於該國東部格拉魯斯州，長3公里，面積1.36平方公里，集水區面積17.8平方公里，海拔高度1,857米，最大水深122米，蓄水量0.93億立方米。

## 外部連結
- Zukunft Wasserkraft – Linthal 2015 Kraftwerke Linth-Limmern （德文） Project for the expansion of the Muttsee/Limmernsee reservoirs.